# Галасник сенегальський
Галасник сенегальський (Crinifer piscator) — вид птахів родини туракових (Musophagidae).

## Поширення
Цей птах живе в Західній Африці від Мавританії до Чаду на півночі та Демократичної Республіки Конго на півдні. Мешкає у саванах.

## Опис
Великий птах, тіло разом з хвостом сягає до 50 см завдовжки. Вага 200—300 г. Оперення коричневе із сріблястими плямами. Черево біле з темними смужками. На голові є чубчик. Дзьоб жовтого кольору.

## Спосіб життя
Живе на деревах. Трапляється невеликими сімейними зграями до 10 птахів. Живиться плодами, квітами, насінням. Гніздо будує серед гілок високого дерева. У кладці 2-3 яйця.